# Lypothora blanchardii
Lypothora blanchardii är en fjärilsart som beskrevs av Butler 1883. Lypothora blanchardii ingår i släktet Lypothora och familjen vecklare. Inga underarter finns listade i Catalogue of Life.